# Wolfau
Wolfau é um município da Áustria localizado no distrito de Oberwart, no estado de Burgenland.

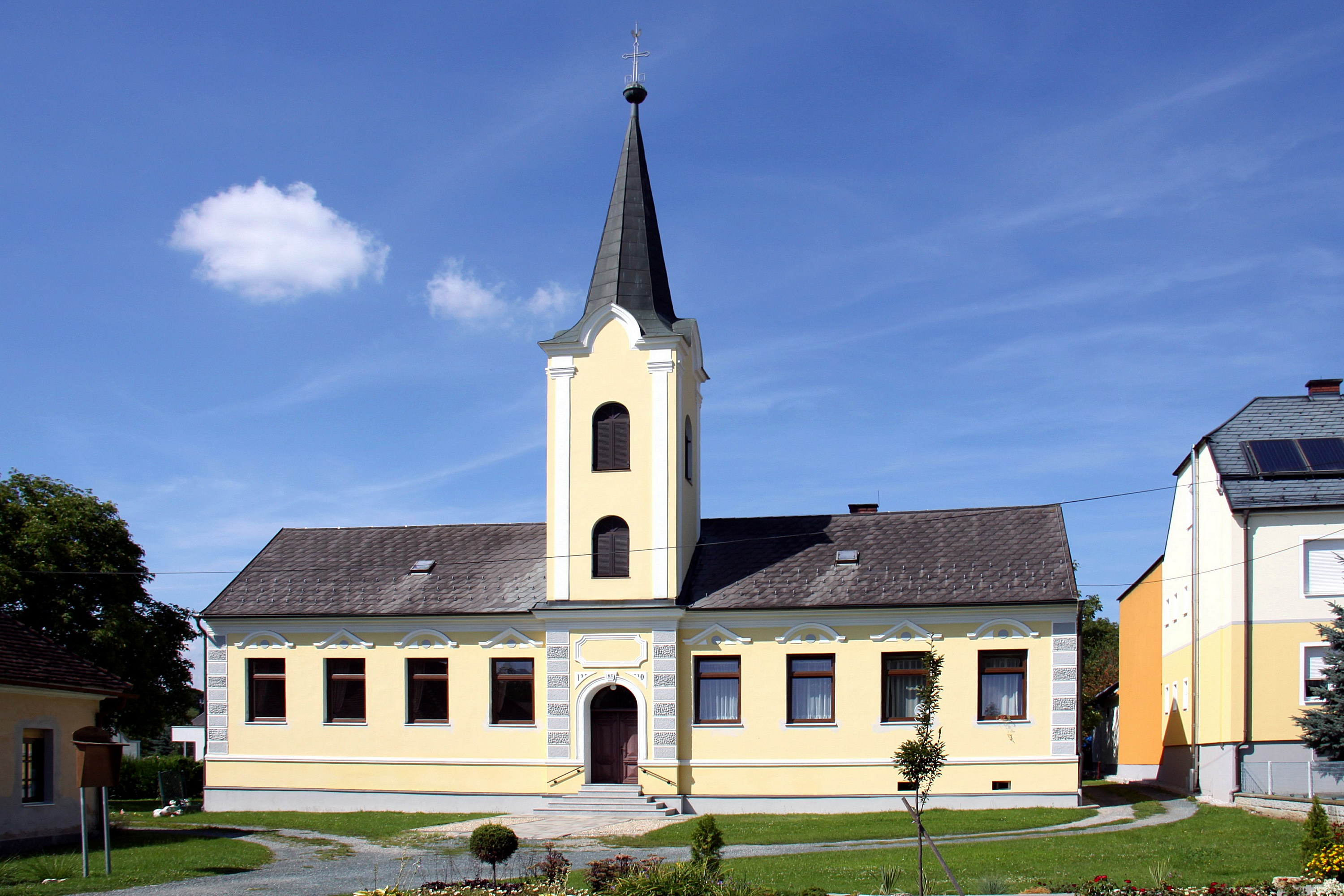
Protestant meeting house in Wolfau